# 因伍德鎮區 (密歇根州)
因伍德鎮區（英語：Inwood Township）是位於美國密歇根州斯庫克拉夫特縣的一個行政鎮區。

## 地方資料
因伍德鎮區的面積為328.44平方千米，當中陸地面積為321.37平方千米，而水域面積為17.07平方千米。根據2020年美國人口普查的數據，當地共有人口654人，而人口密度為每平方千米1.99人。